# Landlust
Landlust ist eine Lebensstil-Publikumszeitschrift aus dem Segment der Wohn-, Garten- sowie Koch-Magazine und dort seit Ende 2009 Marktführer. Im selben Jahr zählte sie zu den 20 auflagenstärksten Kaufzeitschriften in Deutschland. Die Zeitschrift erschien seit Oktober 2005 zweimonatlich im Landwirtschaftsverlag Münster. Seit Juli 2016 erscheint Landlust in der Deutschen Medien-Manufaktur GmbH & Co. KG, einem Tochterunternehmen des Landwirtschaftsverlags Münster.
Chefredakteurin ist seit Juni 2020 Sinja Schütte, ihre Vorgängerin war Ute Frieling-Huchzermeyer.

## Leserschaft
Die Zeitschrift spricht die gutsituierte und kaufkräftige „naturverbundene, wertkonservative Leserschaft“ an, die sich stark an Marken und Qualität orientiert. Die meisten Leser sind zwischen 40 und 60 Jahre alt. Von den Lesenden sind 72 % Frauen, 85 % wohnen in Orten mit weniger als 100.000 Einwohnern (rund doppelt so häufig wie die Gesamtbevölkerung). Insgesamt 70 % wohnen im Eigenheim, 83 % besitzen einen Garten.

## Inhalt, Sprache und äußere Aufmachung
Das Heft behandelt fünf Themenrubriken:
- Garten,
- Küche/Rezepte,
- Ländliches Wohnen,
- Landleben und
- Natur.[7]

Augenmerk wird dabei nicht auf Sensationelles und Exotisches gelegt, sondern auf ruhige und ausführliche Beobachtungen des Alltäglichen. Dies geschieht im Sinne von Entspannung vom Alltag, „Entschleunigung“, „Simplify your life“, „Zurück zur Natur“ und dessen, das Besondere im Einfachen zu sehen. Die Sprache der Artikel ist einfach. Beschreibungen sind von wertschätzender Haltung geprägt und emotional, das Gefühl von Heimeligkeit und Wellness soll verbreitet werden. Probleme wie Klimawandel, Massentierhaltung und Artensterben werden ausgeblendet. Die äußere Aufmachung betont die inhaltliche Aussage: Schreiende Farben und Hochglanz werden vermieden, stattdessen wird zurückhaltende Bildsprache eingesetzt und mattes, griffiges Papier verwendet.

## Auflage
Die Auflage der Landlust ist nach einem erfolgreichen Aufstieg bis 2012 in den vergangenen Jahren zurückgegangen: Die verkaufte Auflage ist seit 2013 um 32,9 Prozent gesunken. Sie beträgt gegenwärtig 715.737 Exemplare. Das entspricht einem Rückgang von 351.139 Stück. Der Anteil der Abonnements an der verkauften Auflage liegt bei 42,4 %.
| 1998 | 1999 | 2000 | 2001 | 2002 | 2003 | 2004 | 2005 | 2006   | 2007   | 2008   | 2009   | 2010   | 2011   | 2012    | 2013    | 2014    | 2015    | 2016   | 2017   | 2018   | 2019   | 2020   | 2021   | 2022   | 2023   | 2024   |
| ---- | ---- | ---- | ---- | ---- | ---- | ---- | ---- | ------ | ------ | ------ | ------ | ------ | ------ | ------- | ------- | ------- | ------- | ------ | ------ | ------ | ------ | ------ | ------ | ------ | ------ | ------ |
|      |      |      |      |      |      |      |      | 110301 | 261533 | 446681 | 648866 | 794246 | 886355 | 1059484 | 1066876 | 1040119 | 1047668 | 977077 | 888317 | 847775 | 827806 | 886391 | 853476 | 801748 | 724008 | 715737 |

| 1998 | 1999 | 2000 | 2001 | 2002 | 2003 | 2004 | 2005 | 2006  | 2007   | 2008   | 2009   | 2010   | 2011   | 2012   | 2013   | 2014   | 2015   | 2016   | 2017   | 2018   | 2019   | 2020   | 2021   | 2022   | 2023   | 2024   |
| ---- | ---- | ---- | ---- | ---- | ---- | ---- | ---- | ----- | ------ | ------ | ------ | ------ | ------ | ------ | ------ | ------ | ------ | ------ | ------ | ------ | ------ | ------ | ------ | ------ | ------ | ------ |
|      |      |      |      |      |      |      |      | 53785 | 106489 | 160003 | 216750 | 280988 | 324598 | 384515 | 397125 | 413303 | 410944 | 387783 | 375281 | 362658 | 352542 | 355859 | 369810 | 344810 | 323877 | 303728 |

## Marktstellung
Die „Landlust“ steigerte ihre Auflage von 2005 bis 2010 erheblich, was zur damaligen Zeit für Printmedien untypisch war und laut Marktforscher Peter Wippermann auf die traditionellen Inhalte der Zeitschrift zurückzuführen ist. Dabei betrug der Anteil der Auflagen im Abo und Einzelverkauf (ohne Sonderverkäufe und Gratiswerbeexemplare) 96,9 %.
Mit 886.355 verkauften Exemplaren im 4. Quartal 2011 (IVW) überholte die Zeitschrift zum ersten Mal auch den Stern, der im selben Zeitraum 816.961 Exemplare verkaufte.
Der Erfolg des Magazins führte zu mehreren Nachahmerprodukten, von denen jedoch bisher keines einen vergleichbaren Erfolg erzielen konnte.

## LandLust TV
Am 4. Dezember 2011 startete im regionalen TV-Kanal NDR-Fernsehen das 90-minütige Format LandLust TV. Dieser Lizenzableger der Zeitschrift wird im Auftrag des NDR von der Berliner Produktionsfirma Medienkontor hergestellt. Sendeplatz war jeweils der erste Sonntag im Monat zur Hauptsendezeit um 20.15 Uhr. Bereits am 23. Dezember 2012 wurde sie im NDR Fernsehen durch die Fernsehsendung Mein Schönes Land TV abgelöst, einer Kooperation zwischen Hubert Burda Media (Mein schönes Land) und dem NDR.